# Гачечиладзе, Реваз Гивиевич
Реваз Гивиевич Гачечиладзе — доктор географических наук, профессор, академик Национальной академии наук Грузии, известный ученый в области экономической социальной и политической географии, геополитики, дипломат.

## Биография
Реваз Гивиевич родился 4 мая 1943 года в городе Тбилиси. В 1965 году закончил факультет востоковедения ТГУ. С 1968 года по 1992 год работал на кафедре экономической географии ТГУ, сперва ассистентом, затем доцентом. С 1987 по 1991 год работал в Академии наук Грузии, руководителем центра социологии, с 1985 по 1987 год заведующий Отдела науки и образования ЦК КП Грузии.
В 1997—1998 годах в МИД Грузии — директором департамента международных организаций. В 1998—2004 годах был чрезвычайным и полномочным послом Грузии в Израиле, в 2005—2009 годах чрезвычайный и полномочный посол Грузии в Республике Армения, в 2014—2016 чрезвычайный и полномочный посол Грузии в Великобритании и Северной Ирландии, с 2016 г по настоящее время чрезвычайный и полномочный посол Грузии в Словацкой Республике.
Р. Г. Гачечиладзе — президент «Географического общества Грузии», иностранный член Британского королевского географического общества, лауреат Государственной премии в отрасли науки и техники. Автор более 150-ти научных трудов. Владеет грузинским, русским, турецким, английским, немецким, французским и польским языками.
Ссылки на источники